# Antonio da Carpena

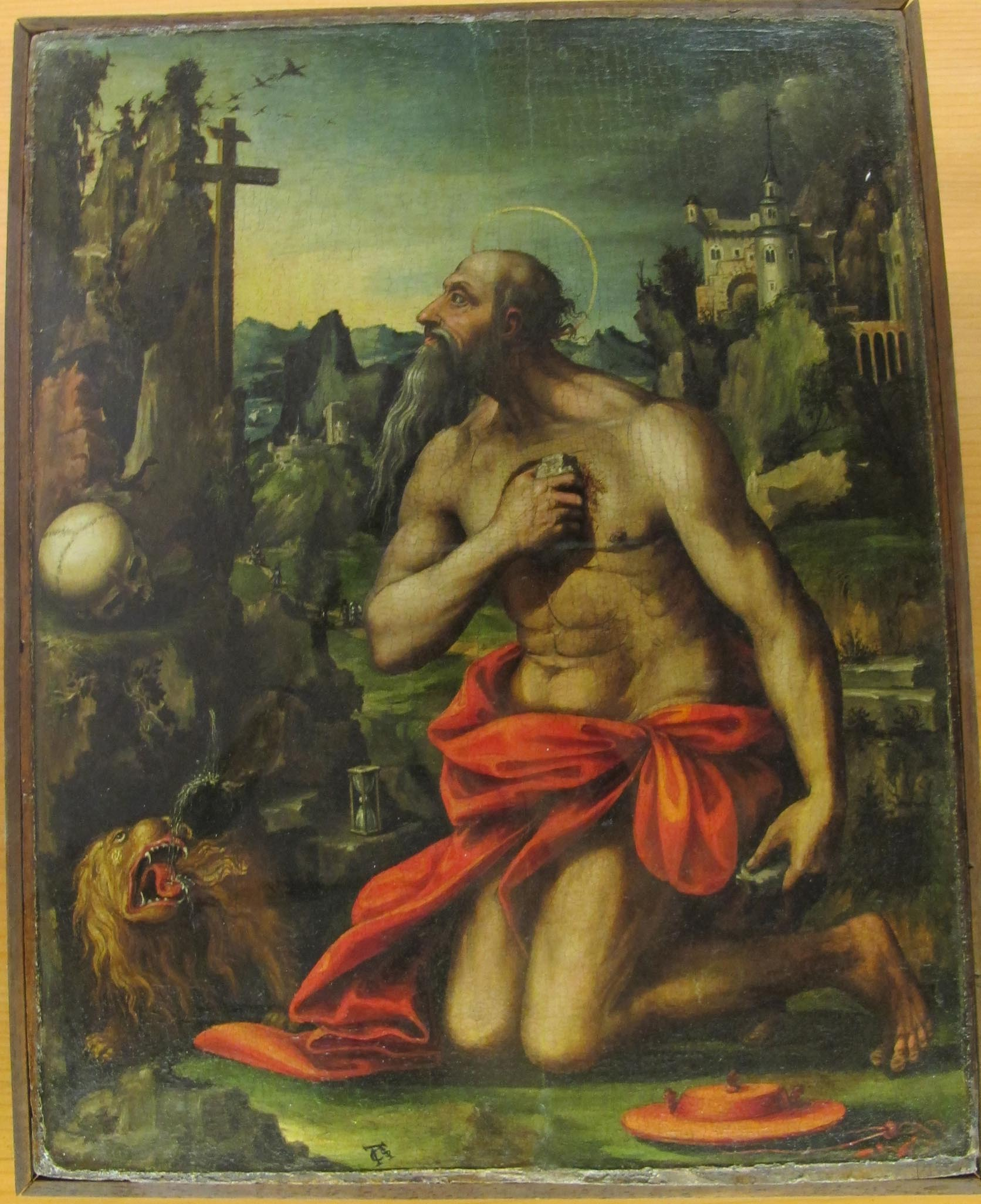
San Giroloamo penitente
La Spezia, Museo diocesano

Antonio Maria da Carpena, detto il Carpenino (Riccò del Golfo di Spezia, XVI secolo – tra il 1552 e il 1564), è stato un pittore italiano appartenente alla corrente del manierismo.

## Biografia
Nato a Carpena, frazione del comune spezzino di Riccò del Golfo, figlio del pittore Giovanni Maria detto di Carpena, compare la prima volta nel 1530 in un conto pagatogli per aver dipinto uno stendardo; già affermato artista nella Comunità spezzina, nel 1533 dipinse stemmi e decorazioni per il passaggio da La Spezia di Clemente VII di ritorno da Marsiglia dove si era recato per accompagnare la nipote Caterina de' Medici al matrimonio con il re di Francia Enrico II.
L'attività dell'artista è documentata fino al 1552. Non si conosce l'anno della sua morte, che tuttavia non dovrebbe essere di molto anteriore al 1564: in un atto notarile del 23 marzo di quell'anno, il figlio Apelle si definisce "quondam Antonii pitoris de Spedia".

## Opere
- Frammento di affresco con San Giovanni Battista nella chiesa parrocchiale di Cassana;[2]
- Gloria di San Nicolò da Tolentino,  datata al 1539, inizialmente conservata nella chiesa degli Agostiniani ed ora nel Palazzo comunale della Spezia;[2]
- La Madonna coi SS. Francesco ed Agostino, datata al 1540, conservata inizialmente nell'altare maggiore della chiesa conventuale di San Francesco a Recco, venne dipinta su commissione della famiglia Assereto e danneggiata durante la Seconda guerra mondiale;
- San Girolamo penitente, inizialmente conservato nella collezione del Podestà a Sarzana, viene giustamente inserito nella corrente subraffaellitica instaurata in Liguria da Perin del Vaga;
- Madonna col Bambino tra i santi Pietro e Rocco, datata al 1549 e conservata nella parrocchiale di San Michele Arcangelo a Corvara;
- Madonna col Bambino e i santi Bartolomeo e Bernardo, conservata nella parrocchiale di Sant'Andrea a Levanto.